# Medalla al Mérito Militar (Azerbaiyán)
La Medalla al Mérito Militar de Azerbaiyán (en azerí: "Hərbi xidmətlərə görə" medalı) es una condecoración militar azerí creada para recompensar a miembros del Ejército de la República de Azerbaiyán por méritos en sus funciones y tareas asignadas y por contribuciones en la protección de las fronteras del territorio, la integridad territorial y de la soberanía del estado.
Fue creada por decreto N.º 759 de 6 de diciembre de 1993 del Presidente de Azerbaiyán, reformada por Leyes N.º 429-IQD de 6 de febrero de 1998, 612-IIQD de 30 de marzo de 2004, y 728-IVQD de 30 de septiembre de 2013.

## Características
La medalla consiste en una placa circular de 35 mm de diámetro, en cuyo anverso se representa en el centro una estrella de ocho puntas cruzada por detrás por dos espadas; con rayos del centro hacia fuera, y un ornamento circular.
El reverso tiene la superficie lisa, con la inscripción «Hərbi xidmətlərə görə» (al mérito militar) en letras mayúsculas, con el número del titular grabado en la parte inferior.
La insignia va enganchada a una cinta de seda rectangular de color marrón de 27 × 43 mm, con bordes de 1 mm a izquierda y derecha de color plateado.
Junto con la medalla viene una placa de 37 mm × 10 mm cubierta de seda del mismo color que el de la cinta de la medalla.

### Clasificación
La ostentación de la Medalla será en el lado izquierdo del pecho, después de la Medalla del Progreso o superiores, que irán por delante.